# Magistraat

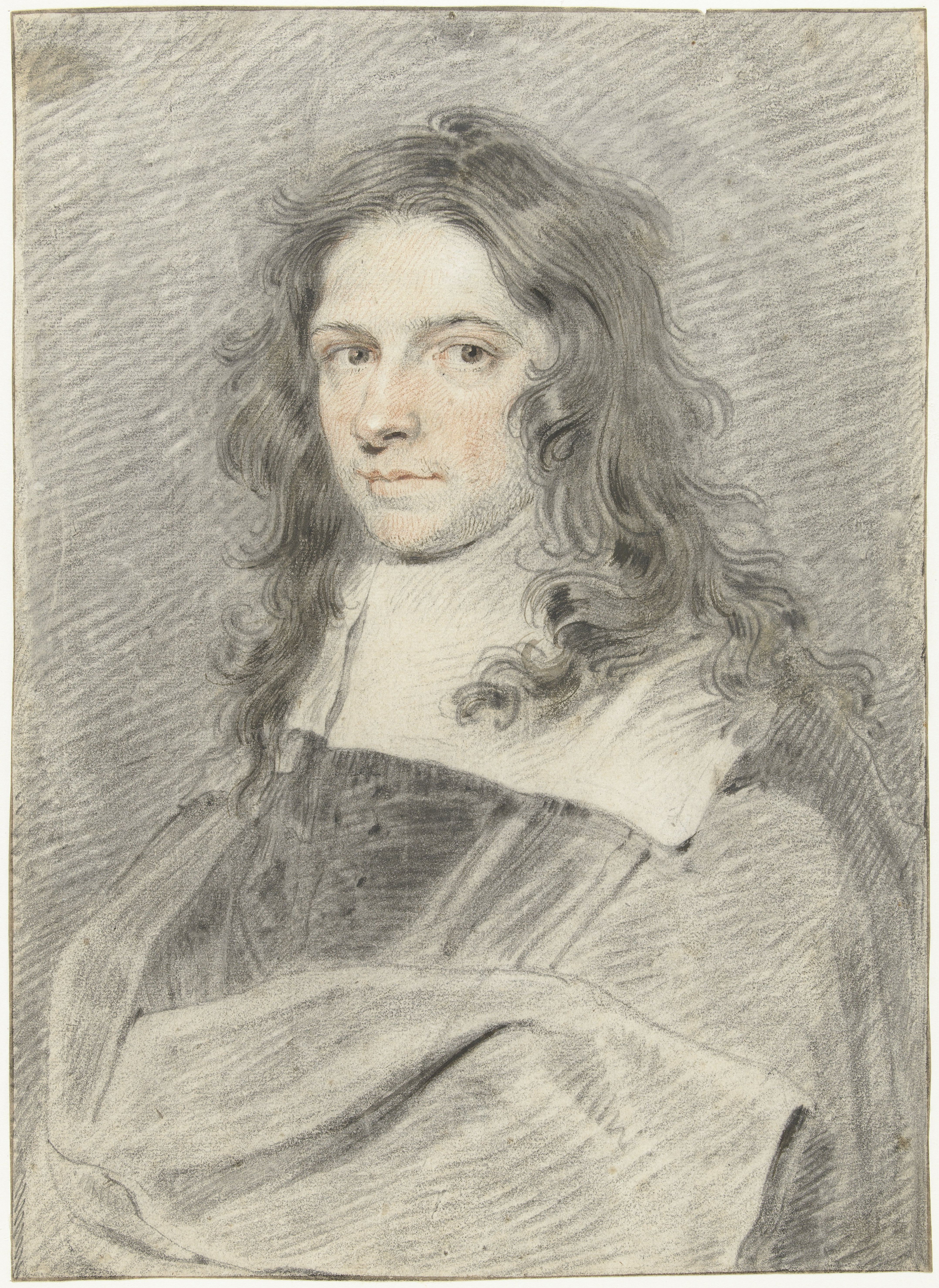
Portret van een jonge magistraat. Tekening van de Antwerpse schilder Jan Cossiers, 17e eeuw

Een magistraat is in principe iedereen die is verkozen of benoemd in een openbaar bestuursambt, het begrip stamt uit de antieke Romeinse republiek. In de praktijk wordt de term in Nederland tegenwoordig alleen nog gebruikt bij de rechterlijke macht en bij burgemeesters. 
In de rechterlijke macht kent men de staande magistratuur en de zittende magistratuur, en soms voegt men daar nog de schrijvende magistratuur aan toe. De rechters worden tot de zittende magistratuur gerekend en de officieren van justitie, of in België de procureur des Konings, tot de staande magistratuur; de griffier is dan de schrijvende magistratuur. De rechter blijft zitten tijdens de zitting, de officier van justitie voert daar staande het woord. 
Magistratus populi Romani heette in het Oude Rome iedere burger die als gevolg van een verkiezing door het volk een openbaar bestuursambt bekleedde.
In de Republiek der Zeven Verenigde Nederlanden bestond een stadsbestuur uit de magistraat en de vroedschap. De magistraat, of stadsregering, bestond uit de vier of zes burgemeesters en/of schepenen en hield zich bezig met het dagelijks bestuur van de stad.